# St. Andreas (Pemfling)

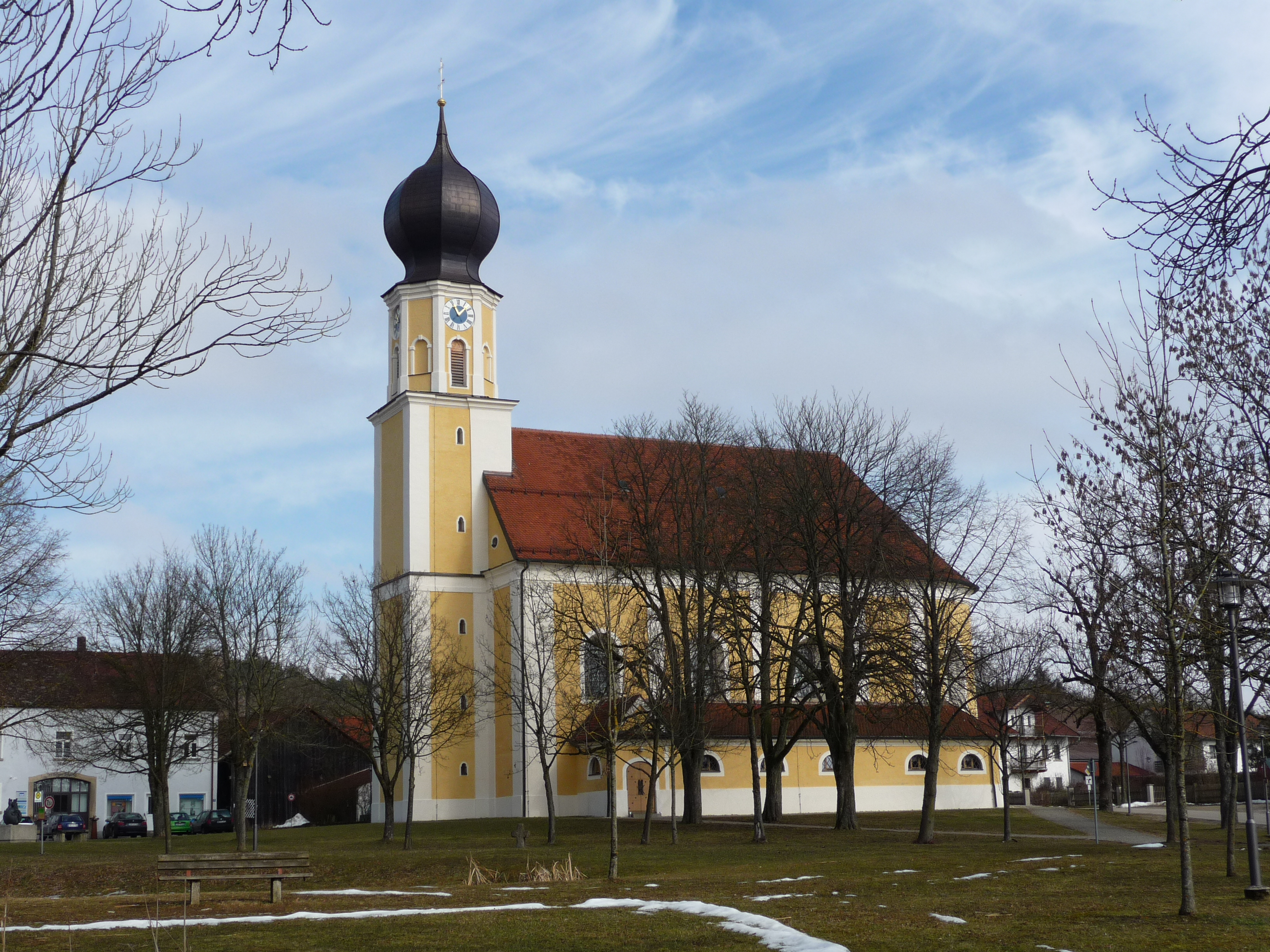
St. Andreas (Pemfling)

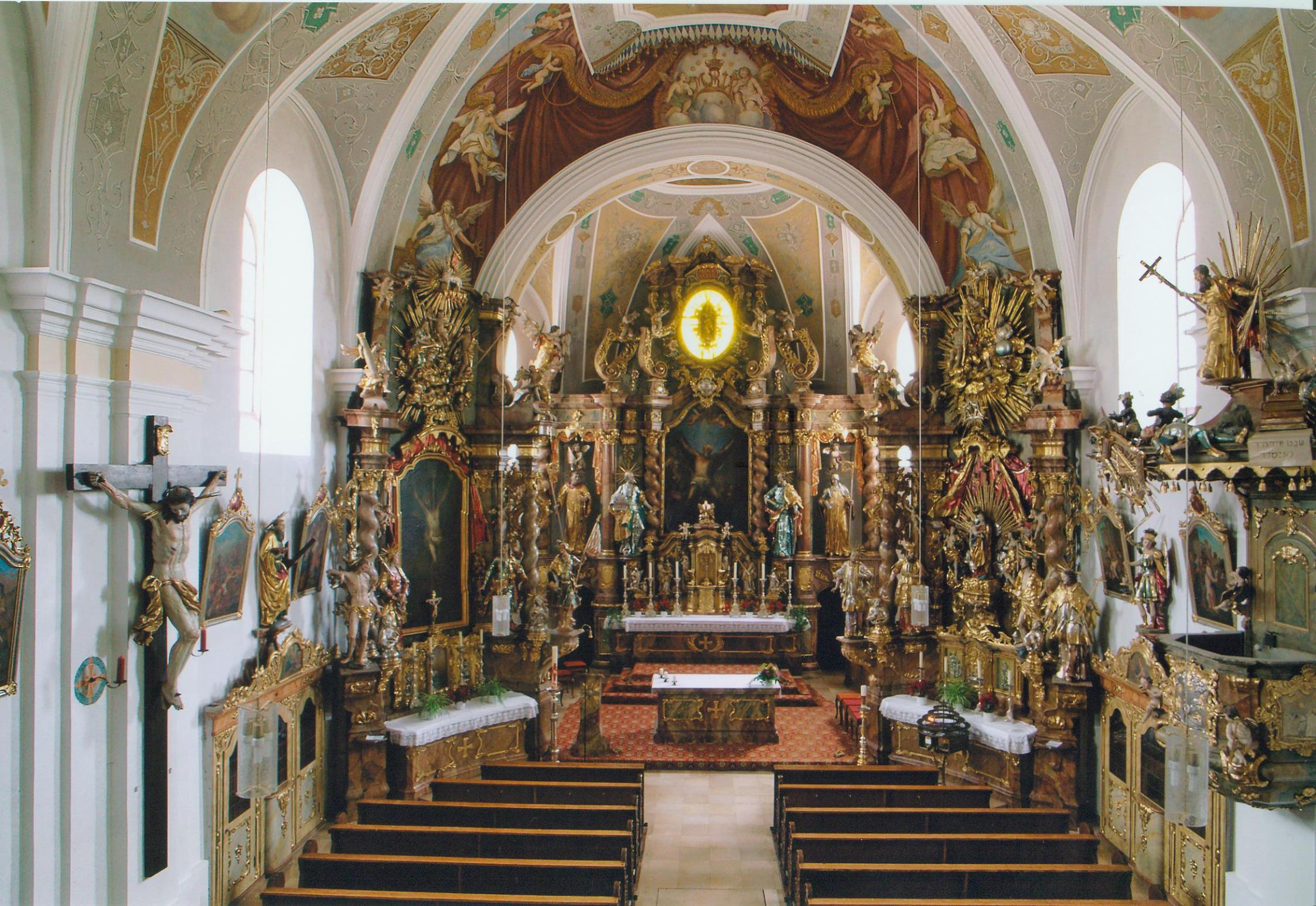
Innenansicht

Die römisch-katholische Pfarrkirche St. Andreas ist eine barocke Saalkirche in Pemfling im Oberpfälzer Landkreis Cham. Sie gehört zur Pfarrei Mariä Himmelfahrt Waffenbrunn im Dekanat Cham des Bistums Regensburg.

## Geschichte und Architektur
Die Anfänge der Pfarrei Pemfling gehen auf die Zeit um 1100 zurück. Um 1126 wurde der Seelsorgesitz von der Urpfarrei Chammünster nach Cham verlegt und das in der Nähe Cham liegende Katzberg kam zur Pfarrei Pemfling. Viele Jahrzehnte diente die Kirche als bedeutende Wallfahrtskirche. Die Pfarrei Pemfling ist 1309 sicher nachweisbar. Der Neubau der heutigen Kirche erfolgte zwischen 1727 und 1736 durch den Zimmermann Gallus Wolf aus Schönthal. Restaurierungen wurden in den Jahren 1978/1979, 1994 und 2005/2006 durchgeführt.
Die barocke Saalkirche mit halbrundem Ostschluss und einem Chor von Schiffsbreite hat einen Turm mit achtseitigem Aufsatz und Zwiebelhaube. Die äußere Gliederung bilden toskanische Pilaster. Der kurze, hohe und weite Innenraum ist durch ein Tonnengewölbe mit Stichkappen über dreifach gestaffelten toskanischen Pilastern geschlossen. Die Ecken des Chores und des Schiffs sind zum Chorbogen hin abgeschrägt oder ausgerundet. Die Deckengemälde aus der Erbauungszeit werden Andreas Merz aus Marktoberdorf zugeschrieben. Im Chor ist der Fischzug Petri, im Schiff sind mariologische Szenen dargestellt, die in eine gemalte Stuckdekoration aus Muschel- und Bandelwerk eingebettet sind. An der Brüstung der zweigeschossigen Westempore sind unten Szenen aus dem Leben des heiligen Johannes Nepomuk, oben der Salvator mundi und die Apostel dargestellt. Die Glasmalereien zeigen Medaillons mit Heiligenbüsten.

## Ausstattung
Die prachtvolle Ausstattung aus dem Jahr 1737 und den Folgejahren wird dem Kötztinger Bildhauer Johannes Paul Hager zugeschrieben. Der Hochaltar mit vier gewundenen und zwei glatten Säulen sowie seitlichen Durchlässen zeigt vier überlebensgroße Figuren, innen die Heiligen Petrus und Paulus, außen Leonhard und Walburga. Im Altarauszug ist die Muttergottes im Strahlenkranz sowie die Bau- und Weihedaten 1737 und 1755 zu finden. Das möglicherweise von Valentin Reuschl aus Waldmünchen geschaffene Altarblatt zeigt die Kreuzigung des heiligen Andreas.
Die Seitenaltäre sind hohe, konkave Retabel mit Pilastern, gewundenen Säulen, jeweils vier Seitenfiguren und zwei Heiligenbüsten aus dem Jahr 1756; sie werden ebenfalls Hager zugeschrieben. Der linke Seitenaltar zeigt im Altarblatt den Gekreuzigten sowie Figuren der Schmerzhaften Muttergottes, der heiligen Johannes Evangelista, Sebastian und Florian und im Auszug das von Johannes Evangelista und Johannes dem Täufer flankierte Lamm Gottes. Der rechte Seitenaltar zeigt das Gnadenbild, eine spätgotische Figur der Muttergottes aus der Zeit um 1470/1480, sowie die Seitenfiguren der Heiligen Zacharias, Johannes den Täufer, Franz Xaver und Johann Nepomuk; im Auszug ist die Heilige Dreifaltigkeit dargestellt.
Die Kanzel ist ein Werk von 1755 und zeigt am Korb Reliefs mit den Gleichnissen vom Sämann, der Schlüsselübergabe und den Fischzug Petri. Auf dem Schalldeckel ist der heilige Franz Xaver oder Paulus dargestellt, der von Personifikationen des Unglaubens umgeben ist, über die er durch seine Predigt siegt.
Das Orgelgehäuse, die Beichtstühle und Stuhlwangen sind mit Laub- und Bandelwerkornamenten geschmückt und stammen aus der Zeit um 1737. Die Kreuzwegbilder entstammen dem Rokoko. Mehrere barocke Heiligenfiguren sind noch zu erwähnen; an der Nordwand ist eine Skulptur des heiligen Andreas aus der Zeit um 1480 erhalten. Die heutige Orgel ist ein Werk von Binder & Siemann aus dem Jahr 1907 mit zwölf Registern auf zwei Manualen und Pedal.